# National Agency Against Trafficking in Persons
Die National Agency Against Trafficking in Persons (NAATIP) ist eine gambische Behörde, deren Zielsetzung in der Bekämpfung von Menschenhandel und Zwangsarbeit besteht.

## Geschichte und Hintergrund
NAATIP wurde 2007 durch einen Beschluss der gambischen Nationalversammlung gegründet und untersteht dem Justizministerium. Sie nahm die Arbeit zum 1. Dezember 2011 auf.
Menschenschmuggel stellt in Gambia nach Einschätzung verschiedener Akteure ein Problem dar. Direktorin Jawara-Ceesay zufolge sei Gambia sowohl eine Quelle von Menschenhandel, indem Menschen aus Gambia im Ausland zur Arbeit gezwungen würden, als auch ein Durchgangsland für Menschenschmuggel und ein Zielland für Menschen, die in Gambia zur Arbeit gezwungen würden. Frauen, Mädchen und zum Teil auch Jungen würden zu Sexarbeit und verschiedenen Arten von Zwangsarbeit gezwungen. Gleichzeitig würden sie stigmatisiert und hätten kaum Möglichkeiten, Unterstützung zu bekommen.
Einem Bericht des US-Verteidigungsministeriums von 2020 zufolge unternahm die Regierung zwar Anstrengungen, schaffte es aber nicht, minimale Standards in Gänze zu erfüllen. Als Folge hiervon ordnete Präsident Adama Barrow eine personelle Aufstockung und den verstärkten Einsatz an Grenzübergängen an.
2015 konnte eine Person wegen des Menschenhandels mit 19 gambischen Mädchen verurteilt werden. Mitte 2021 gab die NAATIP an, dass zu dieser Zeit 15 Fälle von Menschenhandel vor gambischen Gerichten verhandelt würden.

## Ziele
Primäre Ziele sind zunächst Aufklärung, Schulung und Information der gambischen Bevölkerung. Die Agentur schult zudem Polizei, Sicherheitskräfte und Grenzbeamte hinsichtlich des Umgangs mit Menschenhandel.
Bei der Bekämpfung arbeitet sie mit entsprechenden Organisationen der Nachbarländer zusammen, wie etwa der nigerianischen National Agency for the Prohibition of Traffic in Persons and Other Related Matters (NAPTIP).

## Leitung (Executive Director)
- ab Gründung: Landing Kinteh[11][12] (später Generalinspekteur der Polizei und Botschafter)
- seit etwa Juli 2014:[13] Tulai Jawara Ceesay